# Coupe Clarkson
La coupe Clarkson est un trophée de hockey sur glace qui est remis depuis 2009 à l'équipe vainqueur du championnat canadien de hockey féminin. Comme la coupe Stanley, elle a été créée et baptisée en l'honneur d'un gouverneur général du Canada : Adrienne Clarkson.
La coupe Clarkson a été conçu par le Nunavut Arctic College dans la localité d'Iqaluit. C'est l'artiste orfèvre Beth M. Biggs qui est mandaté pour la créer. Elle conçoit le trophée en métal d'argent et collabore dans ce travail avec des 3 artistes inuits : Okpik Pitseolak, Thérèse Ukaliannuk, et Pootoogook Qiatsuk. Les trois artistes inuits sculptent la décoration sur le trophée avec des images d'animaux de l'Arctique, de masques anciens, et les fleurs des provinces et territoires du Canada.

## Historique
En 2004, la saison de la Ligue nationale de hockey est annulée et donc la coupe Stanley n'est pas remise. Le gouverneur général du Canada Adrienne Clarkson propose alors de remettre la coupe pour la meilleure équipe féminine, toujours en cours.
Les réactions sont mitigées et à la place, Clarkson crée une nouvelle coupe homonyme pour les équipes féminines en septembre 2005. Le 10 juillet 2006, l'équipe du Canada est la première équipe à recevoir le trophée
La coupe Clarkson devait par la suite être remise à l'équipe championne de la  Ligue nationale de hockey féminin (LNHF) mais un conflit juridique  surgit sur les droits de redevance des artistes qui ont sculpté le trophée. La coupe Clarkson n'est pas décernée de 2006 à 2008, le temps que se règle le conflit entre Hockey Canada, Adrienne Clarkson et les artistes impliqués. Au début de mars 2009, le différend se règle à l'amiable mais entre-temps la LNHF a cessé son activité. Le trophée est alors mis en compétition pour couronner l'équipe championne des deux grandes ligues majeures de l'époque : la Ligue canadienne de hockey féminin (LCHF) et la Ligue féminine de hockey de l'Ouest (WWHL).
Le premier championnat de hockey féminin entre les 2 ligues a un format d'un seul match éliminatoire. Il a lieu le 21 mars 2009 sur la patinoire du Centre-Rock K dans la ville de Kingston, en Ontario. La gouverneure générale Clarkson est sur place pour remettre en personne le trophée aux Stars de Montréal qui est la première équipe de championnat à recevoir la coupe Clarkson.

## Équipes récipiendaires de la coupe Clarkson
| Date            | Championne                                                                  | Finaliste                                                                   | Résultat de la série | Mode de la série                                                                  |
| --------------- | --------------------------------------------------------------------------- | --------------------------------------------------------------------------- | -------------------- | --------------------------------------------------------------------------------- |
| 10 juillet 2006 | Canada                                                                      | Suède                                                                       | 4-1                  | Jeux olympiques au Westin Harbour Castle Center à Toronto en Ontario              |
| 21 mars 2009    | Stars de Montréal championne de la Ligue canadienne de hockey féminin       | Whitecaps du Minnesota championne de la Ligue féminine de hockey de l'Ouest | 3-1                  | Un seul match éliminatoire au K-Rock Center à Kingston en Ontario.                |
| 28 mars 2010    | Whitecaps du Minnesota championne de la Ligue féminine de hockey de l'Ouest | Thunder de Brampton championne de la Ligue Canadienne de Hockey Féminin     | 4-0                  | Un seul match éliminatoire au Elgin Barrow Arena à Richmond Hill en Ontario       |
| 27 mars 2011    | Stars de Montréal                                                           | Aeros de Toronto                                                            | 5-0                  | Tournoi à trois équipes au Barrie Molson Centre à Barrie en Ontario               |
| 25 mars 2012    | Stars de Montréal                                                           | Thunder de Brampton                                                         | 4-2                  | Série éliminatoire de la LCHF au Centre Gale à Niagara Falls (Ontario) en Ontario |
| 23 mars 2013    | Blades de Boston                                                            | Stars de Montréal                                                           | 5-2                  | Série éliminatoire de la LCHF au Markham Centennial Centre à Markham en Ontario   |
| 22 mars 2014    | Furies de Toronto                                                           | Blades de Boston                                                            | 1-0 (OT)             | Série éliminatoire de la LCHF au Markham Centennial Centre à Markham en Ontario   |
| 7 mars 2015     | Blades de Boston                                                            | Stars de Montréal                                                           | 3-2 (OT)             | Série éliminatoire de la LCHF au Markham Centennial Centre à Markham en Ontario   |
| 13 mars 2016    | Inferno de Calgary                                                          | Canadiennes de Montréal                                                     | 8-3                  | Série éliminatoire de la LCHF au Centre Canadian Tire à Ottawa en Ontario         |
| 5 mars 2017     | Canadiennes de Montréal                                                     | Inferno de Calgary                                                          | 3-1                  | Série éliminatoire de la LCHF au Centre Canadian Tire à Ottawa en Ontario         |
| 25 mars 2018    | Thunder de Markham                                                          | Red Star Kunlun                                                             | 2-1                  | Série éliminatoire de la LCHF au Ricoh Coliseum à Toronto en Ontario              |
| 24 mars 2019    | Inferno de Calgary                                                          | Canadiennes de Montréal                                                     | 5-2                  | Série éliminatoire de la LCHF au Ricoh Coliseum à Toronto en Ontario              |

### Championnat 2011 de la coupe Clarkson
L'édition 2011 fonctionne sous un tout autre format. Au lieu d'un seul match de championnat entre les 2 équipes championnes des deux grandes ligues féminines, c'est maintenant un tournoi avec les 3 meilleures équipes de la Ligue canadienne de hockey féminin et l'équipe championne de  la Ligue féminine de hockey de l'Ouest. Le tournoi a lieu au Barrie Molson Centre à Barrie, en Ontario. Les matchs ont lieu du 24 au 27 mars 2011. Chaque équipe doit rencontrer les 3 autres équipes dans une phase de groupe et les deux meilleures s'affrontent dans un match de finale le 27 mars.
| Date         | Heure | Match                | Score final             | Assistance        |
| ------------ | ----- | -------------------- | ----------------------- | ----------------- |
| 24 mars 2011 | 12:00 | Toronto - Brampton   | Aeros de Toronto 3-2    | 100 supporteurs   |
| 24 mars 2011 | 18:00 | Minnesota - Montréal | Stars de Montréal 5-1   | 240 supporteurs   |
| 25 mars 2011 | 12:00 | Minnesota - Toronto  | Aeros de Toronto 6-0    | 300 supporteurs   |
| 25 mars 2011 | 19:00 | Brampton - Montréal  | Stars de Montréal 7-4   | 1 000 supporteurs |
| 26 mars 2011 | 11:00 | Minnesota - Brampton | Thunder de Brampton 7-2 | 500 supporteurs   |
| 26 mars 2011 | 15:00 | Toronto - Montréal   | Stars de Montréal 2-1   | 1 000 supporteurs |
| 27 mars 2011 | 13:00 | Toronto - Montréal   | Stars de Montréal 5-0   | 2 300 supporteurs |

Les Stars de Montréal remportent la coupe Clarkson après avoir défait les Aeros de Toronto  sur le score de 5-0 dans le match final. Les statistiques finales de chaque équipe sont les suivantes :
| Équipes                | Victoires | Défaites |
| ---------------------- | --------- | -------- |
| Stars de Montréal      | 4         | 0        |
| Aeros de Toronto       | 2         | 2        |
| Thunder de Brampton    | 1         | 2        |
| Whitecaps du Minnesota | 0         | 3        |

#### Honneurs individuels
- Meilleure joueuse du Tournoi de la coupe Clarkson : Sarah Vaillancourt
- Meilleure joueuse de la finale (équipe gagnante) : Dominique Thibault
- Meilleure joueuse de la finale (équipe perdante) : Jennifer Botterill

### Championnat 2012 de la coupe Clarkson
Après la fin de la Ligue féminine de hockey de l'Ouest, il ne reste plus que la LCHF comme ligue professionnelle féminine en Amérique du Nord. La coupe Clarkson devient ainsi le trophée de la ligue, remise à l'issue de séries éliminatoires, sur le même principe que la coupe Stanley en LNH.
Les quatre premières équipes au classement de la saison régulière sont qualifiées pour les séries éliminatoires de 2012: Soit les Stars de Montréal, les Blades de Boston, le Thunder de Brampton et les Furies de Toronto. Le tournoi se déroule au Centre Gale  à Niagara Falls (Ontario) du 22 au 25 mars. Les matchs du tournoi sont diffusés en direct sur le web par SSN Canada et la finale de la coupe est télévisée le 25 mars sur le Réseau des sports RDS (en français) et sur TSN (en anglais).
| Date         | opposants            | Résultat                           |
| ------------ | -------------------- | ---------------------------------- |
| 22 mars 2012 | Toronto vs Montréal  | Montréal gagne 7-0                 |
| 22 mars 2012 | Brampton vs Boston   | Brampton gagne 3-2                 |
| 23 mars 2012 | Brampton vs Montréal | Montréal gagne 2-0                 |
| 23 mars 2012 | Toronto vs Boston    | Boston gagne 5-2                   |
| 24 mars 2012 | Toronto vs Brampton  | Brampton gagne 4-2                 |
| 24 mars 2012 | Boston vs Montréal   | Montréal gagne 5-4 en prolongation |

| Équipes             | Victoires       | Défaites       |
| ------------------- | --------------- | -------------- |
| Stars de Montréal   | trois victoires | aucune défaite |
| Thunder de Brampton | deux victoires  | une défaite    |
| Blades de Boston    | une victoire    | deux défaites  |
| Furies de Toronto   | aucune victoire | trois défaites |

Les deux meilleures équipes du tournoi, les Stars de Montréal et le Thunder de Brampton s'affrontent en finale dimanche le 25 mars. Les Stars de Montréal inscrivent trois buts sans riposte dans la deuxième période, pour triompher 4-2 sur le Thunder de Brampton et ainsi remporter la coupe Clarkson. Alyssa Cecere, Caroline Ouellette, Vanessa Davidson et Emmanuelle Blais ont trompé la vigilance de la gardienne de Brampton Liz Knox et marqué chacune un but. Chez les Stars, la gardienne Jenny Lavigne était devant le filet et elle a aidé les Stars à tenir l'adversaire en échec lors de sept désavantages numériques. Seules Courtney Birchard et Cherie Piper l'ont déjouée en troisième période.

#### Honneurs individuels 2012
- Meilleure joueuse du Tournoi de la coupe Clarkson : Caroline Ouellette
- Meilleure attaquante du tournoi: Erika Lawler
- Meilleure défenseure du tournoi: Molly Engstrom
- Meilleure Gardienne de but du tournoi: Liz Knox
- Meilleure joueuse du match de la finale (équipe gagnante) :  Jenny Lavigne
- Meilleure joueuse du match de la finale (équipe perdante) : Molly Engstrom et Liz Knox

Source.